# Alberto Antonini
Alberto Antonini nacido el 10 de junio de 1969, es un enólogo italiano y consultor vitivinícola involucrado en múltiples viñedos y bodegas en todo el mundo incluyendo Italia, Estados Unidos, Argentina, Sudáfrica, Rumania y Chile. 

## Carrera
La educación de Antonini incluye un doctorado en Estudios Agropecuarios de la Universidad de Florencia y títulos de enología de la Universidad de Burdeos y de la University de California, Davis.
Su experiencia incluye roles de enólogo principal para las bodegas de las familias Antinori y Frescobaldi, dos de las familias líderes en el mundo del vino así como varios proyectos del nuevo mundo, particularmente en Estados Unidos y Argentina donde es enólogo consultor de E & J Gallo Winery,Bodega Lagarde, Altos Las Hormigas, Bodega Melipal,  Al Este Bodega y Viñedos y Bodegas Nieto Senetiner.  Adicionalmente, asesora a Concha y Toro en Chile y a Bodega Chakana de Argentina.
Entre proyectos se incluyen el Chianti Classico Castello di Bossi's s y el Merlot Girolamo, así como los vinos Poggio al Tesoro de la alianza Bolgheri entre la familia Allegrini y el importador de EE. UU Leonardo LoCascio.
Alberto Antonini utiliza técnicas modernas sin perder la antigua tradición  vitivinícola en la búsqueda de elaborar vinos de alta gama.  Alberto Antonini es reconocido por el papel crítico que jugó en  el proceso de reconocimiento internacional y desarrollo de la reputación de los vinos Malbec de Argentina.